# Armand Tournis
Armand Tournis (Antwerpen, 22 december 1928 - Etterbeek, 23 mei 2017) was een Belgisch politicus.

## Levensloop
Tournis werd beroepshalve boekhouder. Tevens was hij de raadgever van de Brusselse FDF-federatie.
Hij was politiek actief voor het FDF en werd voor deze partij gemeenteraadslid van Tervuren, waar hij FDF-fractieleider van de gemeenteraad was.
Bij de verkiezingen van 1981 werd hij als Franstalige via apparentering verkozen tot rechtstreeks gekozen senator in het arrondissement Leuven. Hij besliste echter om niet in de Belgische Senaat te zetelen en liet hij zich vervangen door eerste opvolger Jules Peetermans.

## Bron
- Laureys, V., Van den Wijngaert, M., De geschiedenis van de Belgische Senaat 1831-1995, Lannoo, 1999.